# Brink/Molyn

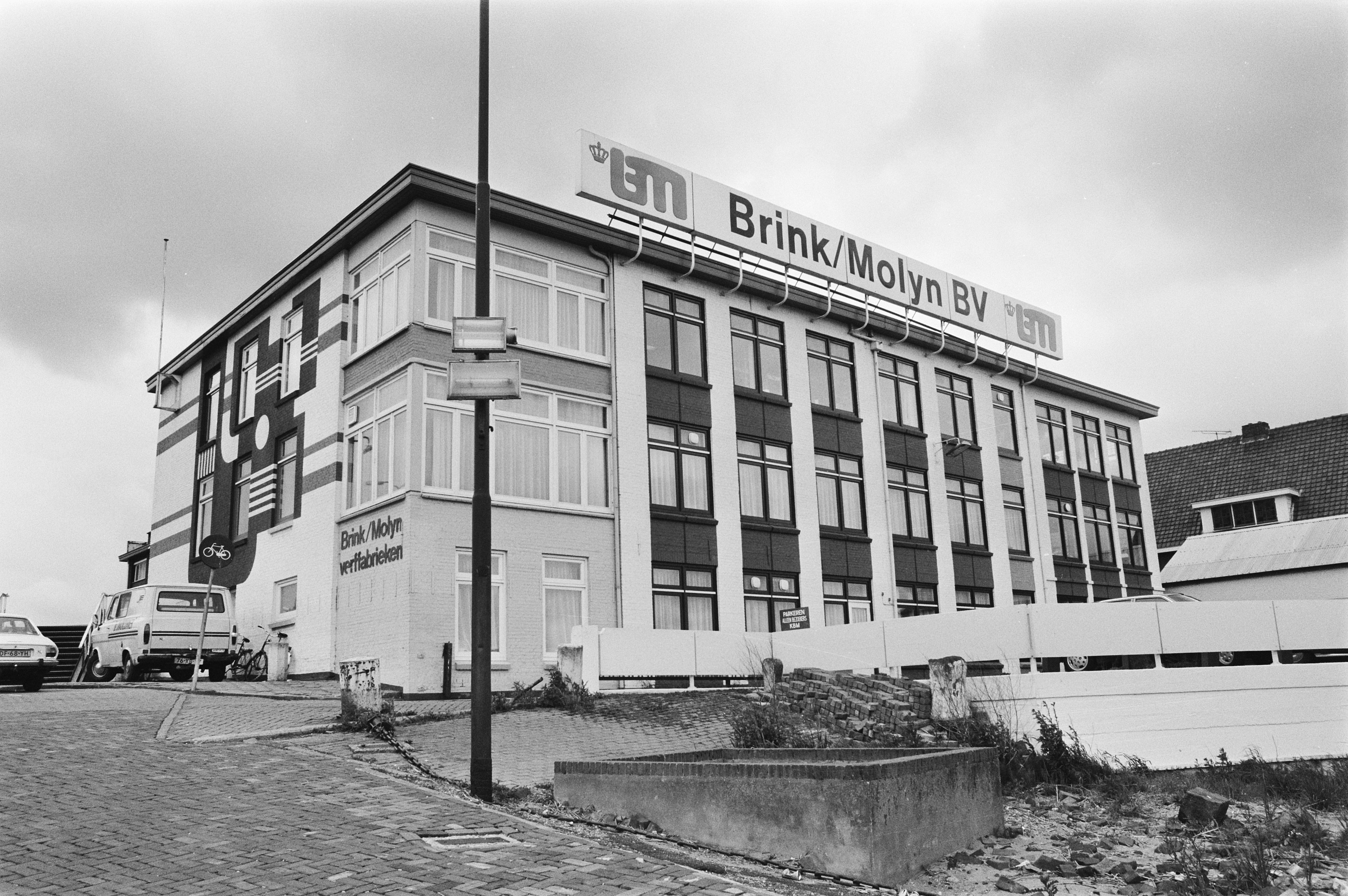
De fabriek van Brink/Molyn in 1986

Koninklijke Brink/Molyn was een Nederlandse verffabriek die tussen 1970 en 2006 bestond en daarna werd voortgezet onder de naam Trimetal. Het bedrijf is sinds 1986 eigendom van het conglomeraat AkzoNobel.

## Geschiedenis

### Molyn

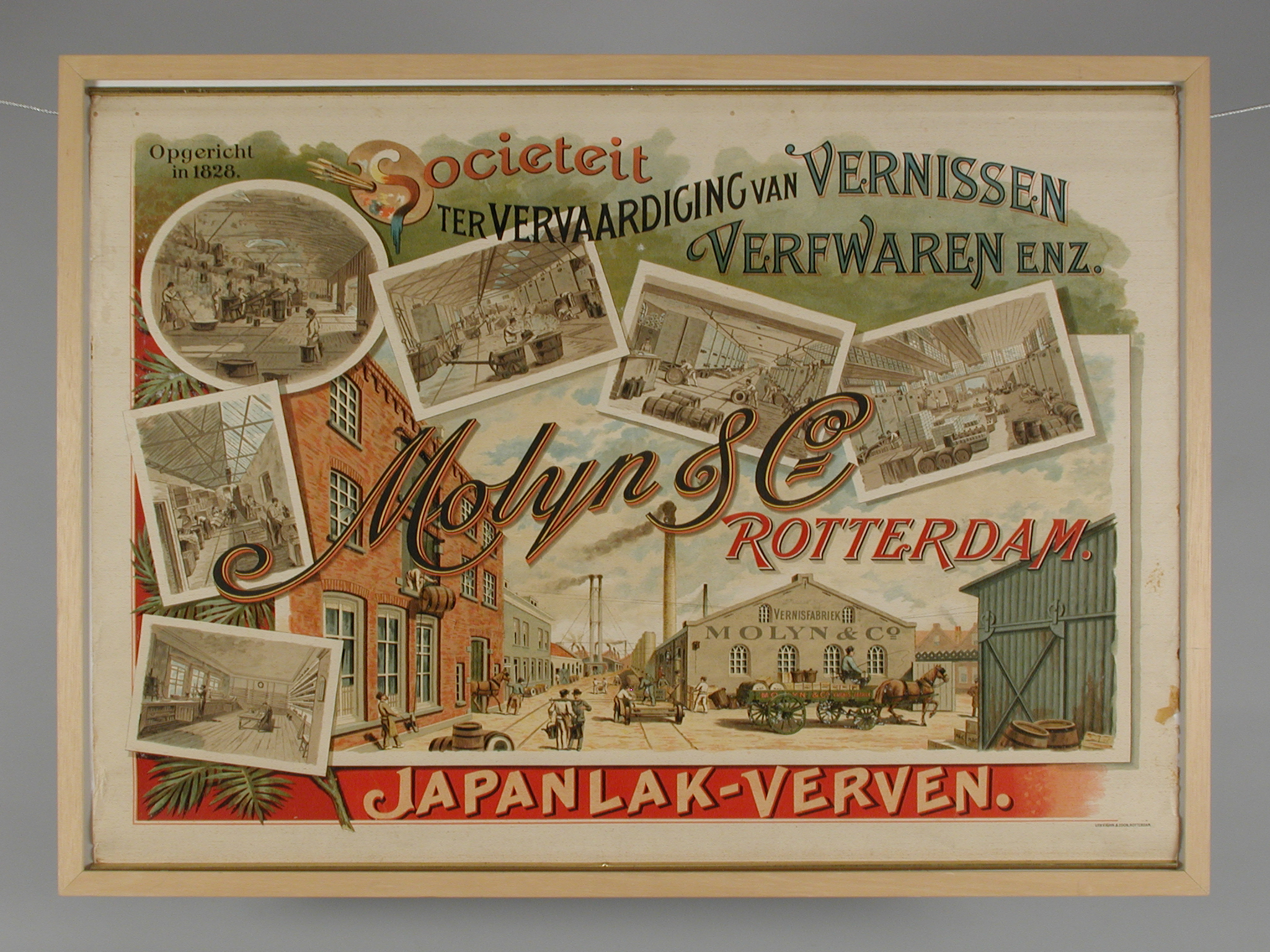
Reclameplaat Molyn en Co te Rotterdam

In 1828 werd in de 1e Lombertstraat 123 te Rotterdam door kunstschilder en ondernemer François Adriaan Molyn Dzn. (1805-1890) een verffabriek voor scheepsverven opgericht. De oude benaming van het beroep schilder, dat is verwer, worden in die periode vaak -bijvoorbeeld bij de Burgerlijke stand- door elkaar gehaald. Daar kwam verandering in door de leer van Lambertus Simis (beschreven onder kladschilder), die Molyn zich eigen maakte. Van 1830 tot 1855 werkte Molyn samen met zijn compagnon C.C.A. van Wijk als de firma Molyn & Van Wijk. Het bedrijf exporteerde naar Oostenrijk, Duitsland en Scandinavië. Op 25 maart 1853 te Rotterdam werd zijn zoon François Adriaan Molijn Jr. geboren en was er dus opvolging binnen de familie mogelijk. In 1855 beëindigde de samenwerking met Van Wijk van rechtswege en veranderde hij de naam van zijn bedrijf dat jaar in Molyn & Co. Dat gaf een bredere grondslag waarmee ook anderen als vennoot konden deelnemen in de leiding van het bedrijf. Dat zijn -naast Molyn Dzn- de heren J. Hool, W.F. Zetteler (1820 - 1884) en L. Buysman. Het hoofdkantoor blijft dan aan de Hoogstraat, wijk 11, nr. 247 en de fabriek is dan in Crooswijk, wijk 13, nr.1074. In 1886 komt de zaak onder leiding van Molijn Jr (geb.1853). In 1894 wordt het bedrijf gesplitst in twee delen: de productie voor japans lakwerk werd ondergebracht in NV Mij. De Veluwe waarmee Molijn Jr. dan verder gaat. De vernisproductie en verffabriek werd voortgezet door Molyn & Co, op dat moment reeds onder leiding van W.F. Zetteler (1820 - 1884). Het is deze Molyn & Co  die in 1953 het predicaat "Koninklijke" verwierf.

### Brink
In 1970 werd een fusie aangegaan met de in 1903 te Groot-Ammers opgerichte verffabriek van de familie Brink. Brink produceerde met name bouwverven en verven voor de doe-het-zelver onder de merknaam Supralux. Het nieuwe fusiebedrijf kreeg de naam Koninklijke Brink/Molyn. De verven van Brink/Molyn waren niet verkrijgbaar in de detailhandel, maar alleen via eigen verkoopkantoren in het hele land, waar Brink/Molyn zijn producten rechtstreeks afzette bij de schildersbedrijven, middels eigen vertegenwoordigers, die in opdracht van de schildersbedrijven de projecten bezochten, en daar ter plekke advies uitbrachten welke verf het meest geschikt was voor het desbetreffende project. In 1975 werd de productie in Groot-Ammers geconcentreerd.

### Overname door AkzoNobel
In 1986 werd Koninklijke Brink/Molyn overgenomen door Akzo Coatings, en werd ervoor gekozen om het merk Brink/Molyn geleidelijk zich te laten concentreren op de professionele bouwvervenmarkt. Akzo was toen al eigenaar van het verfmerk Sikkens, opgericht in 1792 in Groningen door de familie Sikkens en sinds 1962 eigendom van KZO, een van de voorgangers van Akzo. In 1994 volgde een fusie met het van oorsprong Zweedse bedrijf Nobel, en heette het moederbedrijf voortaan AkzoNobel. Nobel was sinds 1990 eigenaar van Trimetal, dat was opgericht in 1904 door de Maastrichtsche Zinkwit Maatschappij. In het kader van deze fusie werd besloten om het merk Brink/Molyn en Trimetal geleidelijk op te laten gaan in één merk voor de professionele bouwvervenmarkt en het merk Sikkens in de markt te zetten als verf voor de professionele markt.

### Merkenovergang
Deze overgang werd in 1999 ingezet door de naamswijziging in Brink/Molyn - Trimetal, en vanaf 2004, toen het Magnatex binnenmuurverven assortiment werd omgezet van Brink/Molyn naar Trimetal. Een tweede logische stap volgde een jaar later toen Brink/Molyn Pehalin Edelhout werd omgedoopt naar Trimetal Silvanol. De derde en laatste fase van het omzetten van de merknamen vond plaats in 2006, toen in april de Brink/Molyn Sylotol (oplosmiddelhoudende) lakken werden omgedoopt in Trimetal Permaline. De merknaam Sylotol werd Permaline,maar alle andere bekende productnamen, zoals bijvoorbeeld Regulé, Adelmat en Grondlak LV bleven gehandhaafd.

### Persoonlijk
François Adriaan Molyn werd geboren op 17 februari 1805 te Rotterdam als zoon van Daniël Molijn en Maria de Klerk. Hij werd 24 februari 1805 gedoopt in de Gereformeerde Oosterkerk te Rotterdam (gesloopt in 1930). De naam Molijn is dan al -vóór 1660- een oud-Rotterdams geslacht die raakvlakken heeft met verf. Hij trad op 2 augustus 1826 te Rotterdam in het huwelijk met Anna Elisabeth Nellen (1806 - 1827), die een maand na de geboorte van hun eerste dochter Maria Aletta (1827 - 1828) in het kraambed overleed. In het jaar daarop trad hij op 18 januari 1828 te Nieuwenhoorn in het huwelijk met Antje Eedi Hool (1809 - 1849). Uit dit huwelijk volgde de geboorte van Maria Aletta Femmigje (Marie) Molijn (1837 - 1932), de latere kunstschilder.  Op 16 augustus 1850 te Zwolle trad hij voor de derde keer in het huwelijk met Elisabeth Buijsman (1825 - 1860). Op 10 april 1862 te Dordrecht trad hij voor de laatste keer in het huwelijk met Cornelia Jessina van Dorsser (1817 - 1860). François Adriaan Molijn -zoals zijn achternaam bij de Burgerlijke Stand steeds geregistreerd werd- overleed op 84-jarige leeftijd op 4 februari 1890 te Rotterdam.